# 樊陵
樊陵（？—189年），字德云，南阳郡魯阳县（今河南省唐河县西南）人，东汉时期人物，樊英之孫。
樊陵於光和五年（182年）任京兆尹。任內曾主持修建涇河渠(後人稱為樊公渠)造福桑梓，此事被時人所稱頌，東漢名儒蔡邕甚至還作《樊惠渠歌》稱頌他「勤恤民隱」。
後任长乐少府，中平五年（188年）五月，接替曹嵩任太尉（三公之一）。因为和宦官交好被时人讥讽。六月，免除太尉之位，马日磾继任。
次年，汉灵帝崩，汉少帝刘辩即位。司隶校尉袁绍杀张让、赵忠等宦官，樊陵因为依附宦官被袁绍所杀。